# Uniting for Consensus

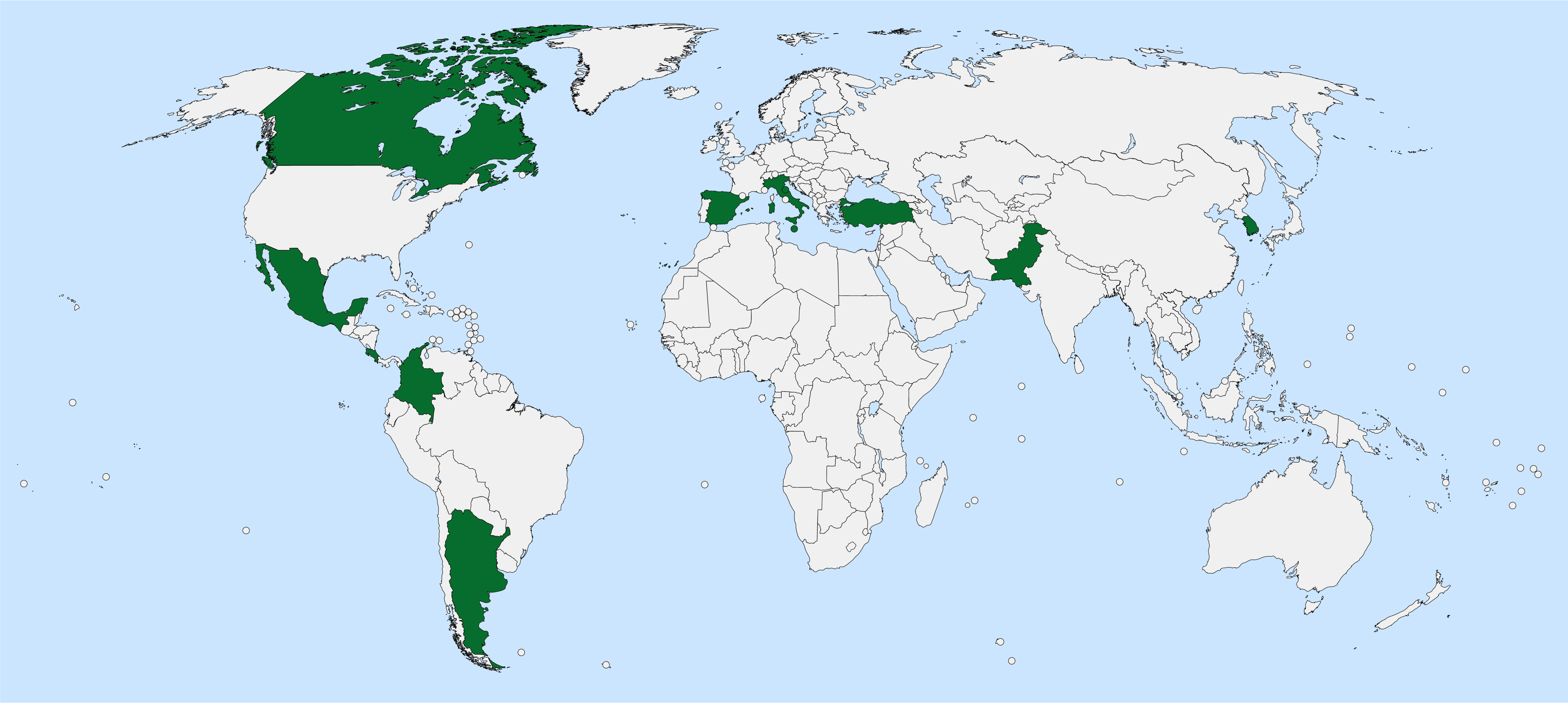
Hauptmitglieder von Uniting for Consensus

Uniting for Consensus (UfC) (auch Coffee Club genannt) ist eine Gruppe von Staaten, die in den 1990er Jahren als Reaktion auf die mögliche Erweiterung des UN-Sicherheitsrats entstand. Uniting für Consensus richtet sich insbesondere gegen das Bestreben der G4-Staaten nach einem ständigen Sitz im Sicherheitsrat der Vereinten Nationen. Hauptakteure der Bewegung sind Argentinien, Italien, Mexiko und Pakistan.
Insbesondere Brasilien, Deutschland, Indien und Japan haben Ansprüche auf einen ständigen Sitz im UN-Sicherheitsrat angemeldet. Japan und Deutschland als zweit- und drittgrößte Geldgeber der UN, Brasilien und Indien als die zwei Länder mit den größten Kontingenten an UN-Friedenstruppen. Brasilien ist außerdem (nach Einwohnern) die größte Nation in Lateinamerika und Indien die weltgrößte Demokratie und der Staat mit der größten Bevölkerung der Erde.
Im Jahr 2005 legten Repräsentanten von Uniting for Consensus – Italien, Kanada, Kolumbien und Pakistan der Vollversammlung der Vereinten Nationen einen Antragstext vor, der die Erweiterung der Anzahl ständiger Sitze im Sicherheitsrat ablehnt. Weitere Unterstützer des Textes sind Argentinien, Costa Rica, Malta, Mexiko, San Marino, Spanien und die Türkei.
Die Motive der Mitgliedsstaaten von Uniting for Consensus sind verschieden:
- Argentinien, Kolumbien, Mexiko – gegen einen ständigen Sitz Brasiliens im Sicherheitsrat
- Italien, Spanien – für einen gemeinsamen Sitz der Europäischen Union anstatt eines ständigen Sitzes für Deutschland im Sicherheitsrat
- Südkorea, China – gegen einen ständigen Sitz Japans im Sicherheitsrat
- Pakistan, China – gegen einen ständigen Sitz Indiens im Sicherheitsrat
- Kanada – prinzipiell gegen eine Expansion des Sicherheitsrats, die nicht auf weitgehendem Konsens basiert

## Verwandte Artikel
- Reform des UN-Sicherheitsrats
- Sicherheitsrat der Vereinten Nationen
- G4-Staaten